# Stephopoma abrolhosense
Stephopoma abrolhosense is een slakkensoort uit de familie van de Siliquariidae. De wetenschappelijke naam van de soort is voor het eerst geldig gepubliceerd in 1997 door Bieler.